# Pimpla decaryi
Pimpla decaryi är en stekelart som beskrevs av André Seyrig 1932. Pimpla decaryi ingår i släktet Pimpla och familjen brokparasitsteklar. Inga underarter finns listade i Catalogue of Life.